# Nitza Margarita Cintrón
Nitza Margarita Cintrón, née le 17 août 1950 à San Juan, est une scientifique portoricaine.

## Jeunesse
Nitza Cintrón est originaire de San Juan, la capitale de Porto Rico. Enfant, sa famille voyage à travers l'Europe en suivant les affectations de son père qui est membre de l'U.S. Army. Quand son père prend sa retraite des forces armées, ils rentrent à Porto Rico et s'installent à Santurce, un quartier de San Juan. Là, elle termine l'école primaire et fréquente l'école secondaire où elle excelle dans les sciences et les mathématiques. Elle va l'Université de Porto Rico au campus de Río Piedras (en) où elle obtient une licence en chimie et biologie. Elle consacre de nombreuses heures à la lecture et à l'étude de la biologie, de la chimie, de l'astronomie et de l'espace,.
En 1972, elle est acceptée dans un programme de formation en biochimie et biologie moléculaire proposé par la faculté de médecine de l’Université Johns-Hopkins. En 1978, elle y obtient un Ph. D..

## Carrière
Fascinée par les sciences et l'espace depuis qu'elle est enfant, elle lit une annonce de recrutement pour les premiers postes de spécialiste de mission au sein du Corps des astronautes de la NASA alors qu'elle achève ses travaux de recherche pour son doctorat à l'Université Johns-Hopkins. Elle répond à l'annonce, réussit tous les examens et devient finaliste. Sa mauvaise vue dans un de ses yeux l'empêche d'aller dans l'espace, mais ses compétences impressionnant l’équipe de la NASA, on lui propose un poste de scientifique,.
En 1979, elle crée et dirige le laboratoire de recherche en biochimie du centre spatial Lyndon B. Johnson. Entre 1979 et 1985, Cintrón est le project scientist  pour la mission Spacelab 2, le 8e vol de la navette spatiale Challenger en 1985,,. Ensuite, elle devient chef de la branche des laboratoires biomédicaux au sein de la division des sciences médicales du centre spatial.
Après de nombreuses années de service à la NASA, elle est parrainée par la NASA après avoir été acceptée en 1991 comme étudiante à la Medical Branch de l'Université du Texas (UTMB) à Galveston. Elle obtient un doctorat en médecine (M.D.) en 1995.

## Reconnaissance
- 1988 : NASA Exceptional Scientific Achievement Medal (en)[7].

En 1998, Cintrón est reconnue par la  Hispanic Engineers National Achievement Awards Conference (HENAAC) comme pionière dans les ingénieurs de l'année.
En 2005, elle entre dans le « Hall of Fame » de la HENAAC.

## Publications
- « Proton-adenosinetriphosphatase complex of rat liver mitochondria: effect of its inhibitory peptide on the ATP hydrolytic and functional activities of the enzyme », Biochemistry, vol. 21,‎ 1982, p. 1878–1885 (DOI 10.1021/bi00537a027, lire en ligne)

### Articles de presse
- (en) Carla Garnet, « At Hispanic Heritage Program, Cintrón Encourages a Life in Science », NIH Record, Bethesda, vol. LXIV, no 23,‎ 9 novembre 2012, p. 1,4-5 (lire en ligne)
- (es) Mannie García, « Puertorriqueños en la NASA », El Post Antillano,‎ 8 février 2013 (lire en ligne [archive du 19 février 2019])
- (en) « 1998 Hispanic Engineers of the Year : Pioneer | Nitza Margarita Cintrón, Ph. D., M.D. », Hispanic Engineer & IT, vol. 13, no 4,‎ 1998, p. 34 (ISSN 1088-3452)
- (en) Marie Brady, « Hispanic Women at the Johnson Space Center », Hispanic Engineer & IT, vol. 5, no 3,‎ 1989, p. 28-31 (ISSN 1088-3452)